# Чејени
Чејени су алгонквински народ, староседеоци су Северне Америке. Говоре чејенским језиком који припада преријској групи алгонквинских језика. У време првог контакта са Европљанима средином 17. века били су насељени на територији данашње америчке државе Минесоте. Почетком 18. века напустили су то подручје и населили области западно од реке Мисисипи, на територији данашњих држава Северна Дакота и Јужна Дакота. Средином 19. века Американци су их протерали у резервате.
Северни Чејени данас живе на резервату у југоисточној Монтани. Племе је 2014. имало 10.840 припадника, од којих 4.939 живи на резервату. Приближно 91% становништва резервата Северних Чејена су амерички домороци, од којих су 72,8% Чејени. Нешто више од 25% становништва говори језиком који није енглески.
Јужни Чејени данас заједно са Јужним Арапахоима живе на заједничком резервату у западној Оклахоми. Укупан број Јужних Чејена и Јужних Арапахоа је 12.130 Од тог броја око 8.000 их се 2003. изјашњавало као Чејени.

## Историја
У време првог контакта са Европљанима средином 17. века били су насељени на територији данашање америчке државе Минесоте. Где су се бавили земљорадњом. Узгајали су кукуруз, бундеву и пасуљ, а у мањим језерима и потоцима су сакупљали дивљи пиринач. Почетком 18. века напустили су то подручје и населили области западно од реке Мисисипи, на територији данашњих држава Северна Дакота и Јужна Дакота. У ово доба су почели да узгајају коње и лове бизоне. Након што су населили област око Блек Хилса у Јужној Дакоти и реке Паудер Ривер у Монтани, удружили су се са Арапахоима и потиснули су Кајове на јужне равнице. Касније су Чејене потиснули даље на запад Сијукси који су били бројнији. Средином 19. века Американци су их протерали у резервате.
Чејени су као народ настали уједињавањем два сродна племена Тсистсистас и Сутај. Након уједињења били су подељени на 10 група. Насељавали су област од јужног Колорада до Блек Хилса у Јужној Дакоти. Борили су се против својих традиционалних непријатеља Врана и касније против војске САД (1856–79). Око 1830. поделили су се на Северне и Јужне, део је одлучио да остане у близини Блек Хилса и то су Северни Чејени, док су остали одлучили да остану у близини реке Плат у централном Колораду и то су Јужни Чејени.

## Првобитних 10 група
- Хевикснајпахис (или Евистстсинипа)
- Хевахетанио (или Хевејтанео)
- Масикота
- Нотамиомесхиз (Омесхизо, Омасис)
- Сутај (или Сатајо, Сотио, Сотаетанео)
- Вотапио
- Оевманехо (или Оивимана)
- Хесеометанео (или Хисиометанио, Исиометаниу)
- Октогана (или Октогона, Октогуна, Октина, Укотана)
- Хонова (или Хејовоновахиз, Нестаменоо, Хејовонова, Хотнова)

Након поделе на Јужне и Северне Чејене, 7 група и делови 2 групе чинило је племе Јужни Чејени, док је 1 група и делови 2 групе чинило племе Северни Чејени.
Северни Чејени
- Нотамиомесхиз (или Омесхизо, Омасис)
- Северни Оевманехо (или Оивимана)
- Северни Сутај (или Сатајо, Сотио, Сотаетанео)

Јужни Чејени
- Хевикснајпахис (или Евистстсинипа)
- Хевахетанио (или Хевејтанео)
- Масикота
- Вотапио
- Хесеометанео (или Хисиометанио, Исиометаниу)
- Октогана (или Октогона, Октогуна, Октина, Укотана)
- Хонова (или Хејовоновахиз, Нестаменоо, Хејовонова, Хотнова)
- Јужни Оевманехо (Оивимана)
- Јужни Сутај (или Сатајо, Сотио, Сотаетанео)

## Друштвено уређење
Најзначајнији поглавица Чејена био је Чувар Стрела, следеће по значају било је веће четрдесетчетворице. Свака од 10 група давала је по 4 члана већа, а преостала 4 члана били су саветници чланова већа које су бирале групе.
Велики значај су имала ратна друштва. Она су створена да би се омогућило боље планирање вођења рата, спровођења закона и вршења обреда. Свако од ових друштава имало је своје ритуале, ношњу и свете објекте.

## Традиционална чејенска преријска култура
Мушкарци су јашући коње ловили, претежно бизоне, повремено су пљачкали суседне народе и водили борбе са њима. Жене су од коже бизона правиле одећу и шаторе. Такође су скупљале корење, бобице и друго корисно биље. Њихов начин живота је био активан и физички захтеван.